# Trun (Francia)
Trun è un comune francese di 1 370 abitanti situato nel dipartimento dell'Orne nella regione della Normandia.

## Società

### Evoluzione demografica
Abitanti censiti